# خورخي تالافيرا
خورخي تالافيرا (بالإسبانية: Jorge Talavera)‏ هو لاعب كرة قدم بيروفي، ولد في 31 ديسمبر 1963 في ليما في بيرو. شارك مع منتخب بيرو لكرة القدم. أما مع النوادي، فقد لعب مع سبورت بويز.

## وصلات خارجية
- خورخي تالافيرا على موقع قاعدة بيانات كرة القدم.إي يو (الإنجليزية)
- خورخي تالافيرا على موقع ناشيونال فوتبول تيمز (الإنجليزية)